# Nobuteru Mori
Nobuteru Mori (森 矗昶, Mori Nobuteru) est un homme d'affaires et homme politique japonais, fondateur en juin 1939 de la Shōwa Denkō, entreprise japonaise du secteur de la chimie. Il est également membre de la Chambre des représentants du Japon
Il est le père de Mutsuko Miki (en), militante pacifiste et épouse de Takeo Miki, ancien Premier ministre du Japon.